# Люк Маккормак
Люк Маккормак (англ. Luke McCormack; 8 червня 1995, Сандерленд) — британський боксер, призер чемпіонату Європи та Європейських ігор.
Люк Маккормак — брат-близнюк боксера Пета Маккормак, призера Олімпійських ігор, чемпіона Європи, призера чемпіонатів світу та Європи.

## Аматорська кар'єра
На Європейських іграх 2015 Люк Маккормак в категорії до 60 кг програв у другому бою Соф'яну Уміа (Франція).
На чемпіонаті Європи 2017 в категорії до 64 кг, здобувши чотири перемоги і програвши у фіналі, завоював срібну медаль.
- В 1/16 фіналу переміг Мгера Оганесяна (Україна) — 3-2
- В 1/8 фіналу переміг Йохана Ороско (Іспанія) — 5-0
- У чвертьфіналі переміг Шона Маккомба (Ірландія) — 3-2
- У півфіналі переміг Евальдаса Петраускаса (Литва) — 4-1
- У фіналі програв Оганесу Бачкову (Вірменія) — 0-5

На чемпіонаті світу 2017 програв у другому бою Артему Арутюняну (Німеччина).
2018 року завоював бронзову медаль на Іграх Співдружності.
На Європейських іграх 2019 Люк Маккормак завоював бронзову медаль.
- В 1/8 фіналу переміг Мілана Фодора (Угорщина) — 3-2
- У чвертьфіналі переміг Ярослава Харциз (Україна) — 3-1
- У півфіналі програв Соф'яну Уміа (Франція) — 0-5

На чемпіонаті світу 2019 програв у другому бою Леонелю де лос Сантос (Домініканська Республіка).
На Олімпійських іграх 2020 переміг Маніша Каушик (Індія), а в другому бою програв майбутньому чемпіону Енді Крузу (Куба).